# Lactarius flavopalustris
Espèce
Statut de conservation UICN

 CR  : 
En danger critique
Lactarius flavopalustris est une espèce de champignons de la famille des Russulaceae. Il est également connu sous le nom de lactaire jaune et lilas.

## Description
Le chapeau mesure généralement entre 30 et 35 mm de diamètre et le sporophore mesure entre 3 et 5 cm de haut. Le lactarius flavopalustris est de couleur jaune et arbore parfois des tâches violettes en cas de blessures. 
La chair du champignon est blanche et tourne au violacé au contact de l'air.

## Habitat
Cette espèce se développe sur les sols calcaires et acides, dans des forêts de résineux et de feuillus.
On la retrouve notamment dans les forêts boréales de Scandinavie.

## Systématique
Le nom correct complet (avec auteur) de ce taxon est Lactarius flavopalustris Kytöv. (d).
Lactarius flavopalustris a pour synonyme :
- Lactarius flavidus Korhonen

## Statut de protection
Une étude, publiée en avril 2024, menée conjointement en France par l’UICN, l’OFB, le MNHN et l’AdoniF sur le statut de conservation dans le pays de plus de 250 champignons ; classe cette espèce Lactarius flavopalustris dans la catégorie CR (en danger critique),.